# Encyclopædia Iranica
Encyclopædia Iranica – kompleksowa anglojęzyczna encyklopedia skupiająca się na irańskiej historii, kulturze i cywilizacji, obejmująca okres od czasów prehistorycznych do współczesności. Wydawana jest przez Centrum Studiów Irańskich na Columbia University, a stworzona przez międzynarodowy komitet redakcyjny składający się z 38 osób, prowadzony przez Ehsana Yarshatera i Ahmada Ashrafa. Encyklopedia traktowana jako standardowa praca w dziedzinie badań Iranu.

## Rys historyczny
Encyclopædia Iranica została zapoczątkowana w 1974 roku przez Ehsana Yarshatera, który, po rozpoczęciu nauki na Columbia University w 1958 roku, zorientował się jak trudno jest znaleźć wyczerpujące, dokładne i precyzyjne źródła dotyczące starożytnej historii Iranu. Do 2011 roku opublikowano 15 tomów encyklopedii z hasłami przedmiotowymi do litery K. W każdej dziedzinie istnieje oddzielny komitet redakcyjny, którego zadaniem jest aby znaleźć i zaprosić do pisania artykułów naukowców ze wszystkich krajów cieszących się międzynarodowym autorytetem. Do tej pory w projekcie tym wzięło udział ponad 1300 naukowców z instytucji akademickich Ameryki Północnej, Europy i Azji. Wszystkie artykuły przechodzą weryfikację pod względem kontroli jakości, obiektywizmu i politycznej niezależności. Poza encyklopedią papierową pełny tekst większości artykułów dostępny jest bezpłatnie w internecie.

## Współpraca, patronat i sponsorzy
- The National Endowment for the Humanities
- The American Council of Learned Societies
- Union Academique Internationale
- Getty Grant Program
- Encyclopædia Iranica Foundation
- Iran Heritage Foundation
- Soudavar Memorial Foundation
- i wiele innych instytucji oraz osób prywatnych[6]

## Tomy
1. Āb – Anāhīd (1985) ISBN 0-7100-9099-4
2. Anāmaka – Ā ār al-wozarā (1987) ISBN 0-7100-9110-9
3. Ātas̆ – Bayhaqī (1989) ISBN 0-7100-9121-4
4. Bāyjū – Carpets (1990) ISBN 0-7100-9132-X
5. Carpets – Coffee (1992) ISBN 0-939214-79-2
6. Coffeehouse – Dārā (1993) ISBN 1-56859-007-5
7. Dārā (B) – Ebn al-Atīr (1996) ISBN 1-56859-028-8
8. Ebn Ayyāš – E'teżād-al-Sal ana (1998) ISBN 1-56859-058-X
9. Ethé – Fish (1999) ISBN 0-933273-37-1
10. Fisheries-Gindaros (2001) ISBN 0-933273-56-8
11. Gioni – Harem I (2003) ISBN 0-933273-73-8
12. Harem I – Illuminationism (2004)
13. Illuminationism – Isfahan VIII (2006)
14. Isfahan IX – Jobbā i (2008) ISBN 978-1-934283-08-0
15. Joči – Kāš ari, Sa d-al-Din (2011) ISBN 978-1934283-29-5